# Châtenois (Vosges)
Châtenois és un municipi francès, situat al departament dels Vosges i a la regió del Gran Est. L'any 2007 tenia 1.801 habitants.

## Demografia

### Població
El 2007 la població de fet de Châtenois era de 1.801 persones. Hi havia 744 famílies, de les quals 218 eren unipersonals (101 homes vivint sols i 117 dones vivint soles), 221 parelles sense fills, 237 parelles amb fills i 68 famílies monoparentals amb fills.
La població ha evolucionat segons el següent gràfic:
Habitants censats

### Habitatges
El 2007 hi havia 848 habitatges, 744 eren l'habitatge principal de la família, 26 eren segones residències i 77 estaven desocupats. 511 eren cases i 335 eren apartaments. Dels 744 habitatges principals, 405 estaven ocupats pels seus propietaris, 320 estaven llogats i ocupats pels llogaters i 19 estaven cedits a títol gratuït; 18 tenien una cambra, 65 en tenien dues, 123 en tenien tres, 209 en tenien quatre i 329 en tenien cinc o més. 524 habitatges disposaven pel capbaix d'una plaça de pàrquing. A 402 habitatges hi havia un automòbil i a 240 n'hi havia dos o més.

### Piràmide de població
La piràmide de població per edats i sexe el 2009 era:
| Homes | Edats   | Dones |
| ----- | ------- | ----- |
| 0     | 95 o +  | 0     |
| 0     | 90 a 94 | 4     |
| 12    | 85 a 89 | 20    |
| 8     | 80 a 84 | 16    |
| 32    | 75 a 79 | 20    |
| 24    | 70 a 74 | 36    |
| 16    | 65 a 69 | 48    |
| 60    | 60 a 64 | 20    |
| 56    | 55 a 59 | 64    |
| 60    | 50 a 54 | 76    |
| 56    | 45 a 49 | 68    |
| 68    | 40 a 44 | 48    |
| 80    | 35 a 39 | 92    |
| 92    | 30 a 34 | 40    |
| 76    | 25 a 29 | 80    |
| 44    | 20 a 24 | 60    |
| 72    | 15 a 19 | 60    |
| 72    | 10 a 14 | 60    |
| 52    | 5 a 9   | 76    |
| 80    | 0 a 4   | 60    |

## Economia
El 2007 la població en edat de treballar era de 1.195 persones, 838 eren actives i 357 eren inactives. De les 838 persones actives 713 estaven ocupades (413 homes i 300 dones) i 125 estaven aturades (43 homes i 82 dones). De les 357 persones inactives 126 estaven jubilades, 85 estaven estudiant i 146 estaven classificades com a «altres inactius».

### Ingressos
El 2009 a Châtenois hi havia 728 unitats fiscals que integraven 1.781 persones, la mediana anual d'ingressos fiscals per persona era de 15.467 €.

### Activitats econòmiques
Dels 107 establiments que hi havia el 2007, 4 eren d'empreses extractives, 5 d'empreses alimentàries, 6 d'empreses de fabricació d'altres productes industrials, 20 d'empreses de construcció, 27 d'empreses de comerç i reparació d'automòbils, 6 d'empreses de transport, 5 d'empreses d'hostatgeria i restauració, 2 d'empreses financeres, 4 d'empreses immobiliàries, 11 d'empreses de serveis, 12 d'entitats de l'administració pública i 5 d'empreses classificades com a «altres activitats de serveis».
Dels 38 establiments de servei als particulars que hi havia el 2009, 1 era una oficina d'administració d'Hisenda pública, 1 gendarmeria, 1 oficina de correu, 2 oficines bancàries, 4 tallers de reparació d'automòbils i de material agrícola, 1 autoescola, 10 paletes, 3 guixaires pintors, 1 lampisteria, 2 electricistes, 2 empreses de construcció, 4 perruqueries, 3 veterinaris, 2 restaurants i 1 tintoreria.
Dels 16 establiments comercials que hi havia el 2009, 2 eren supermercats, 1 un supermercat, 2 fleques, 1 una fleca, 1 una peixateria, 2 botigues de roba, 2 botigues de mobles, 1 una botiga de mobles, 1 una botiga de material de revestiment de parets i terra i 3 floristeries.
L'any 2000 a Châtenois hi havia 19 explotacions agrícoles que ocupaven un total de 198 hectàrees.

## Equipaments sanitaris i escolars
El 2009 hi havia 1 farmàcia i 1 ambulància.
El 2009 hi havia 1 escola maternal i 1 escola elemental. Châtenois disposava d'un col·legi d'educació secundària amb 320 alumnes.

## Poblacions més properes
El següent diagrama mostra les poblacions més properes.